# Universalglot
L'universalglot è una lingua ausiliaria internazionale a posteriori, pubblicata nel 1868 dal linguista francese Jean Pirro in Tentative d'une langue universelle, Enseignement, grammaire, vocabulaire. Anticipando di una decade il volapük e di quasi vent'anni l'
esperanto, universalglot è stato definito il primo "sistema di lingua ausiliaria completo basato sugli elementi comuni delle lingue nazionali".
Pirro creò più di 7000 radici di base e moltissimi prefissi permettendo di utilizzare un vocabolario molto consistente.

## Alfabeto
L'universalglot utilizza 26 lettere:
- "w" e "y" non vengono usate.
- "Σσ" viene pronunciato come l'italiano "sc" o l'inglese "sh".
- "Ü/ü" è usata per indicare la "Ü/ü" tedesca o la "U/u" francese.
- "K/k" indica sempre il suono della "C/c" dura di casa.
- "C/c" indica sempre il suono della "C/c" dolce di cielo.
- "j" ha suono simile a "y".
- "a, e, i, o, u" hanno la stessa pronuncia dell'italiano.

## Sostantivi e aggettivi
I sostantivi, fatta eccezione per il femminile, sono invariabili. 
Le parole di genere femminile terminano sempre in "in". 
- Esempio (singolare): El old man, el old manin.
- Esempio (plurale): Li old man, Li old manin.

Tutte le parole possono essere usate come sostantivi facendole precedere da un articolo.

## Aggettivi
Gli aggettivi sono invariabili in genere e numero. I gradi di comparazione vengono formati mediante i suffissi:
- -er – per il superlativo relativo
- -est – per il superlativo assoluto

## Articoli
La differenza tra singolare e plurale viene espressa esclusivamente attraverso gli articoli e i pronomi:
- "un" è l'articolo indeterminativo singolare. La forma plurale non esiste.
- "el" (de el, ex el / ad el / el) è l'articolo determinativo singolare.
- "li" (de li, ex li / ad li / li) è l'articolo determinativo plurale.

## Verbi
I verbi possiedono una coniugazione molto semplice:
esen: essere

i ese, tu ese, il ese, nos ese, vos ese, ili ese

i esed, tu esed, il esed, nos esed, vos esed, ili esed

i esrai, tu esrai, il esrai, nos esrai, vos esrai, ili esrai

i esrais, tu esrais, il esrais, nos esrais, vos esrais, ili esrais

es!

esant

esed
haben: avere

i habe, tu habe, il habe, nos habe, vos habe, ili habe

i habed, tu habed, il habed, nos habed, vos habed, ili habed

i habrai, tu habrai, il habrai, nos habrai, vos habrai, ili habrai

i habrais, tu habrais, il habrais, nos habrais, vos habrais, ili habrais

hab!

habant

habed
loben: lodare

i lobe, tu lobe, il lobe, nos lobe, vos lobe, ili lobe

i lobed, tu lobed, il lobed, nos lobed, vos lobed, ili lobed

i lobrai, tu lobrai, il lobrai, nos lobrai, vos lobrai, ili lobrai

i lobrais, tu lobrais, il lobrais, nos lobrais, vos lobrais, ili lobrais

i habrai lobed, etc.

i habrais lobed, etc.

lob!

lobant

lobed
esen lobed

i ese lobed

i esed lobed

i esrai lobed

i esrais lobed

i esrai esed lobed

i esrais esed lobed

es lobed!
se loben

i lobe me

i lobed me

i lobrai me

i lobrais me

## Avverbi
In generale gli avverbi si formano aggiungendo una -t al fondo dei sostantivi:
da, di, fern, pertot, post, retro, sub, up, vo, pre, alterlit, hastlit, insamel, oft, rarlit, re, so, certlit, ies, non, potlit, villit, alor, altervolt, ankor, bald, ditdai, heri, jam, kras, mai, nun, postdit, primlit, semper, admindest, vix, ben, kom, mal, mind, molt, prox, quant, sat, self, talit, tant, totlit, trop, unlit.

## Pronomi personali
- I – io

nos - noi
- tu – tu

vos – voi
- li – egli, ella, esso/a

ili – essi/e

## Pronomi possessivi
- men – mio

nor - nostro
- ten - tuo

vor - vostro
- sen – suo

lor – loro

## Preposizioni
ad, adkaus, de, ex, in, inter, kon, kontra, kontravil, ob, per, post, pre, pro, prox, retro, sin, sub, til, tra, um, up, uper.

## Prefissi
an-, de-, di-, dis-, ab-, mis-, mal, ob-, re- e le preposizioni.

## Lista di parole speciali
i, de me, ex me, ad me, me, men bibel, el men, meni bibel, li meni

tu, de te, ex te, ad te, te, ten bibel, el ten, teni bibel, li teni

il, de eil, ex eil, ad eil, eil, sen bibel, el sen, seni bibel, li seni

nos, de enos, ex enos, ad enos, enos, nor bibel, el nor, nori bibel, li nori

vos, de evos, ex evos, ad evos, evos, vor bibel, el vor, vori bibel, li vori

ili, de eili, ex eili, ad eili, eili, lor bibel, el lor, lori bibel, li lori
ke? de ke? ex ke? ad ke? ke?
alter, alteri; jed; nul, nuli; on; self, selfi; tal, tali; tot, toti; un, uni
1=un, 2=du, 3=tri, 4=quat, 5=quint, 6=sex, 7=sept, 8=okt, 9=nov, 10=dec
11=undec, 12=dudec, 13=tridec ecc.

20=duta, 30=trita, etc.

21=dutaun, 22=dutadu, 23=dutatri ecc.
100=cent, 1.000=mil, 1.000.000=milion, 1.000.000.000=miliar
el prim, el duli, el trili ecc. el ultim

primlit, dulit, trilit ecc.

1/2=un midli, 3/4=tri quatli

setin:

Lundai, Mardai, Erdai, Jovdai, Vendai, Samdai, Diodai = un septin

dudecin:

Jaenner, Hornung, Maerz, April, Mai, Junius, Julius, August, September, October, November, December = un dudecin

## Estratti in universalglot

### Leter de grat (lettera di ringraziamento)
Men senior,

I grate vos pro el servnes ke vos habe donated ad me. Kred, men senior, ke in un simli fal vos pote konten up me.

Adcept el adsekurantnes de men kordli amiknes.

### Konversatsion (conversazione)
Ben dai, Meni senior, i ese inkanted reinkontra evos; i habe videt evos in London, e ditdai nos finde enos in Skotland. dikt me ex ke land vos ese.

Un ex enos ese ruser e du ese italier e el quatli ese deutsch; ma nos pote toti parlen insamel, den nos parle el universal glot.